# 万俟
万俟（ぼくき、もくき、ぼっき、もっき / 旧字体：万俟）とは、漢姓の1つ。主に中国で使用された複姓の1つであり、『百家姓』の409番目に当たる。
鮮卑拓跋部の氏族に由来し、「万」はボク（「墨」と同音）、「俟」はキ（「其」と同音）に読む。
ここで使用される「万(ぼく、もく)」は「万[萬](まん、ばん)」と形が同一であるが別字である。

## 由来
『元和姓纂』によると、拓跋鄰（献帝）の弟にはじまるという。

## 著名な人物
- 万俟醜奴 - 北魏の反乱指導者。
- 万俟普 - 東魏の軍人。
- 万俟詠 - 北宋の詞、字は雅言。
- 万俟卨（中国語版）（ぼくき せつ） - 宋の宰相。秦檜に唆されて岳飛を讒言したことで知られる。
- 万俟徳（中国語版） - 明末の反乱指導者のひとり。

### 架空の人物
- 万俟焉 - 台湾の布袋戯である霹靂シリーズの登場人物。